# Hylotrupes bajulus
Hylotrupes bajulus là một loài bọ cánh cứng trong họ Cerambycidae.

## Hình ảnh

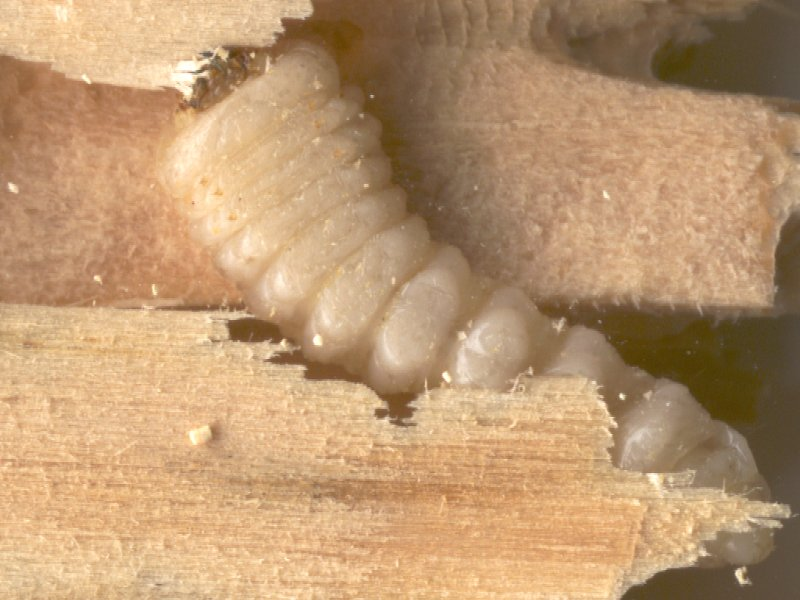
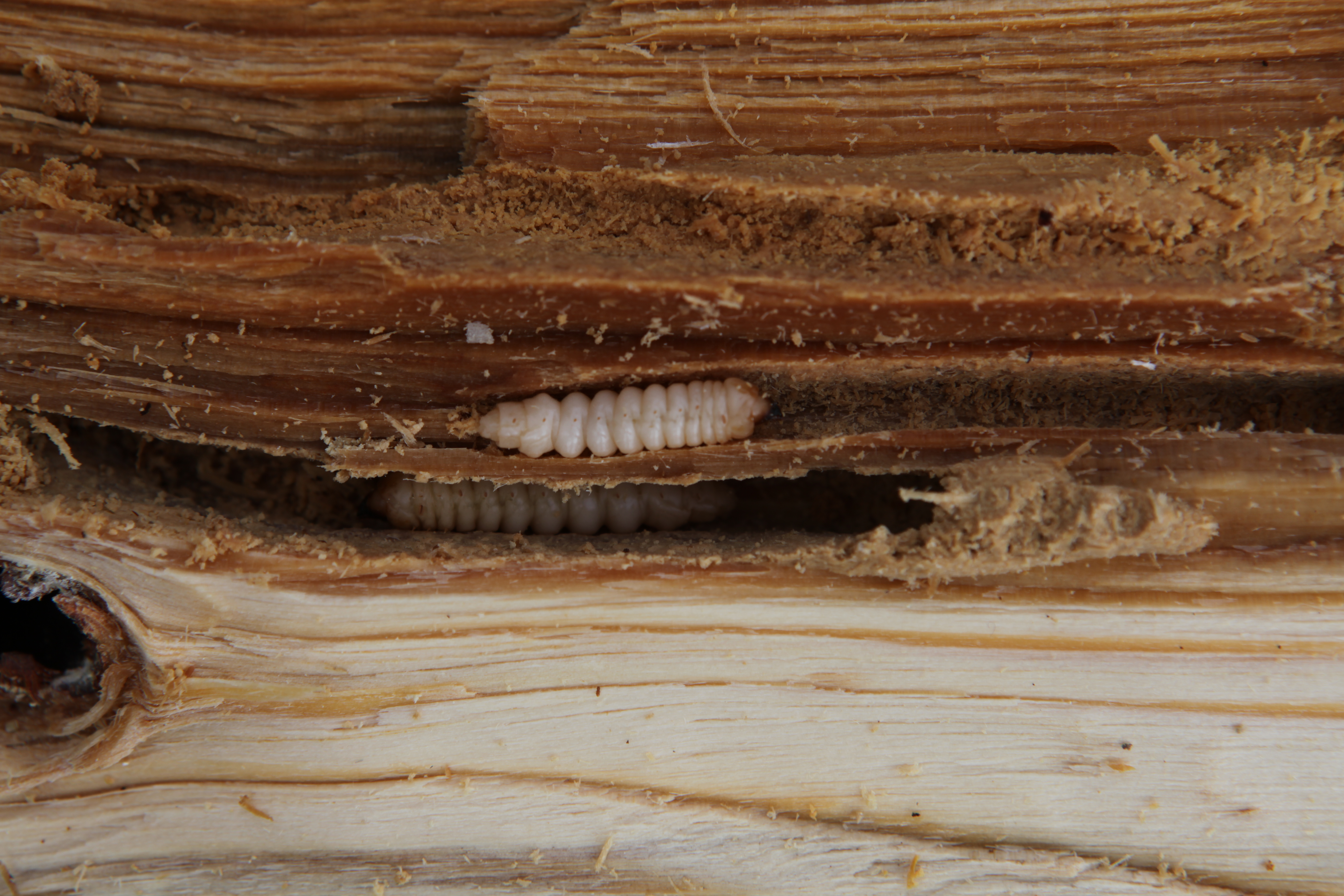
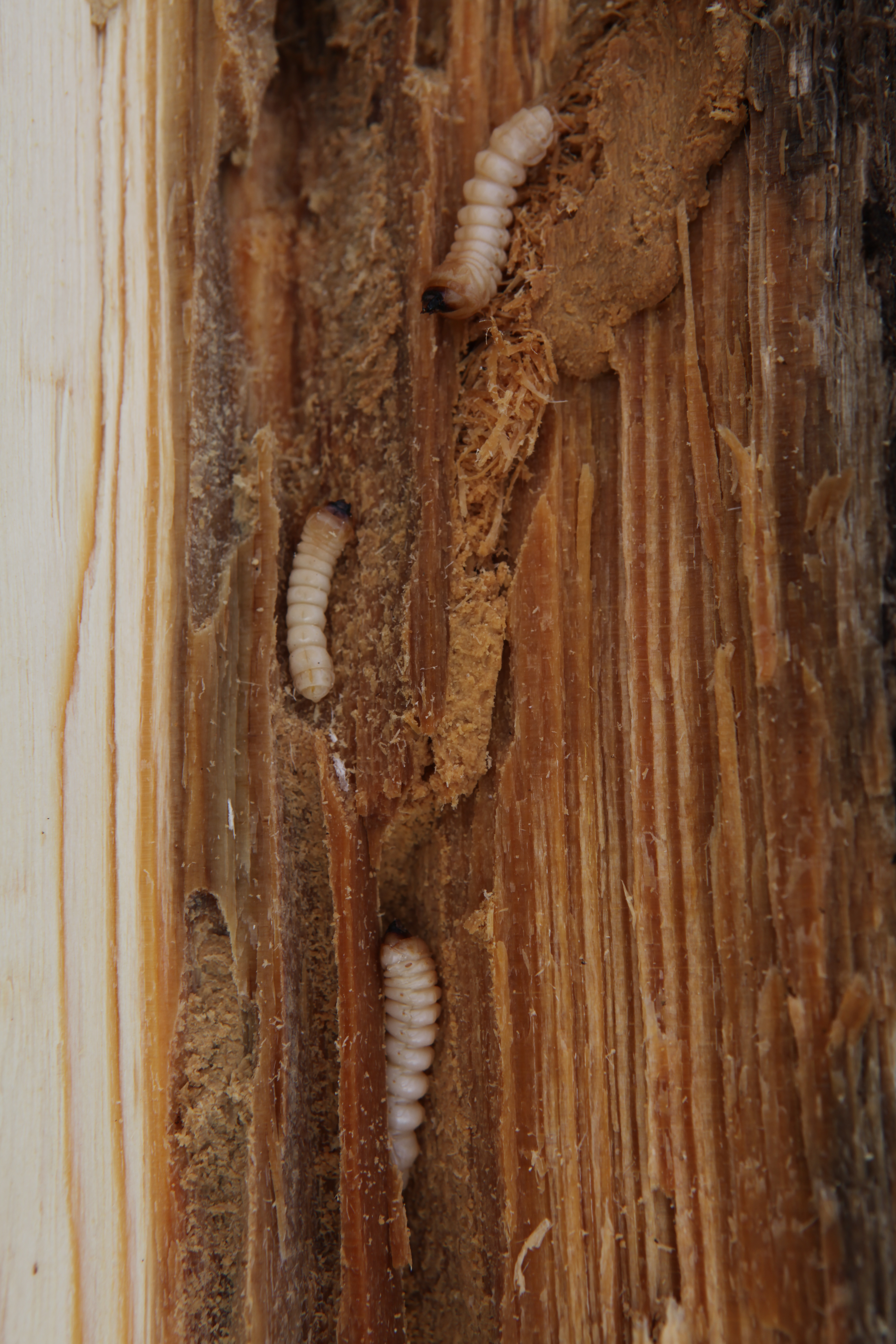